# Siboglinum ekmani
Siboglinum ekmani är en ringmaskart som beskrevs av Jägersten 1956. Siboglinum ekmani ingår i släktet Siboglinum och familjen skäggmaskar. Arten är reproducerande i Sverige. Inga underarter finns listade i Catalogue of Life.